# Charlotte Lennox
Charlotte Ramsay Lennox (Gibilterra, 1730 – Londra, 4 gennaio 1804) è stata una scrittrice e poetessa inglese.
È rimasta famosa aver scritto il romanzo The Female Quixote, e per esser stata conoscente di Samuel Johnson, Joshua Reynolds e Samuel Richardson.

## Vita
Charlotte Ramsay nacque probabilmente a Gibilterra. Il padre, James Ramsay, era un capitano nella Royal Navy, e la madre era di origine scozzese e irlandese. Pochi documenti sono disponibili sulla sua vita, e i biografi hanno estrapolato dal suo primo romanzo gli elementi che sembrano autobiografici. Si recò con i genitori, a New York nel 1738-1742, a quindici anni ha accettato una posizione come dama di compagnia della vedova Maria Luckyn a Londra. Arrivata a Londra, tuttavia, trovò che Maria Luckyn era impazzita, e che quindi il suo posto di lavoro era stato ritirato. Ha poi lavorato come dama di compagnia di Lady Isabella Finch.
Il suo primo volume di poesia, intitolato Poems on Several Occasions (Poesie per diverse occasioni), venne dedicato a Lady Isabella nel 1747. Charlotte si stava preparando per una posizione a corte, ma il progetto venne abbandonato in seguito al suo matrimonio con Alexander Lennox, uno scozzese spesso disoccupato. Infatti, il suo unico impiego conosciuto fu in un ufficio doganale tra il 1773 e il 1782, lavoro che ricevette in beneficio dal Duca di Newcastle come una ricompensa per la moglie.
Intorno al 1750 Charlotte Lennox tentò di divenire attrice, senza particolare successo, almeno all'inizio. Quell'anno pubblicò il suo maggior successo poetico, The Art of Coquetry (L'arte della civetteria) nel Gentleman's Magazine. Nello stesso periodo fece conoscenza di Samuel Johnson, il quale la stimava particolarmente. Quando il suo primo romanzo, The Life of Harriot Stuart, venne pubblicato, Johnson organizzò una sontuosa festa per Lennox, con una corona di alloro e una torta di mele contenente foglie di alloro. Johnson la considerava superiore alle altre letterate del periodo, Elizabeth Carter, Hannah More e Frances Fanny Burney, e si prestò a presentare Charlotte Lennox ai membri importanti della scena letteraria londinese.
Le donne del circolo di Johnson non erano altrettanto colpite da Charlotte Lennox. Hester Thrale, Elizabeth Carter, e Lady Mary Wortley Montagu la accusavano di non essere in grado di badare alla sua casa, di avere una personalità spiacevole e difficile, e la consideravano poco signorile.
Tuttavia, sia Samuel Richardson che Samuel Johnson lessero e contribuirono al suo secondo e più riuscito romanzo, The Female Quixote, or The Adventures of Arabella (La Donna Chisciotte, o le avventure di Arabella) e Henry Fielding lodò il romanzo nel suo Covent Garden Journal. The Female Quixote fu molto popolare; venne ristampato in una serie di grandi romanzi nel 1783, 1799 e 1810, e tradotto in tedesco nel 1754, in francese nel 1773 e 1801, e in  spagnolo nel 1808. Il romanzo inverte formalmente il ruolo del protagonista di Don Chisciotte della Mancia: come il personaggio di Miguel de Cervantes scambia se stesso per l'eroe di un'avventura cavalleresca, così Arabella si crede la fanciulla di una storia d'amore.
Il suo terzo romanzo, Henrietta, apparve nel 1758 e vendette bene, ma non arricchì l'autrice. Dal 1760 al 1761 scrisse per il periodico The Lady's Museum, materiale che poi fu usato nel suo romanzo Sophia del 1762. David Garrick produsse il suo spettacolo Old City Manners a Theatre Royal di Drury Lane nel 1775 (un adattamento di Eastward Ho di Ben Jonson). Infine, nel 1790 pubblicò Euphemia, il suo ultimo romanzo, con scarso successo.
In Italia The Female Quixote è stato pubblicato nel 1998 da Luciana Tufani Editrice con il titolo Le avventure di Arabella, Donna Chisciotte, a cura di Ornella De Zordo e con la traduzione di Lucia Loni.

## Opere

### Poesia
- Poems on Several Occasions (1747)
- The Art of Coquetry (1750)

### Romanzi
- The Life of Harriot Stuart (1751)
- The Female Quixote, or The Adventures of Arabella (1752)
- Henrietta (1758)
- Sophia (1762)
- Euphemia (1790)

### Teatro
- The Sister (1762)
- Old City Manners (1775)

### Traduzioni
- Charlotte Lennox, Le avventure di Arabella, donna Chisciotte, traduzione di Lucia Loni, Tufani, Ferrara, 1998